# Врх при Боштању
Врх при Боштању (словен. Vrh pri Boštanju) је насељено место у општини Севница, Посавска регија, Словенија.

## Историја
До територијалне реорганизације у Словенији био је у саставу старе општине Севница.

## Становништво
У попису становништва из 2011. године, Врх при Боштању је имао 200 становника.
| Број становника према пописима | Број становника према пописима | Број становника према пописима |
| ------------------------------ | ------------------------------ | ------------------------------ |
| 1991                           | 2002                           | 2011                           |
| 188                            | 182                            | 200                            |

Напомена: До 1953. исказивано под именом Врх.